# Sven-Göran Eriksson
Sven-Göran "Svennis" Eriksson, född 5 februari 1948 i Sunne socken i Värmlands län, död 26 augusti 2024 på Björkefors herrgård utanför Sunne, var en svensk fotbollstränare. Eriksson slog igenom som tränare med IFK Göteborg i början på 1980-talet då han bland annat ledde laget till seger i Allsvenskan, Uefacupen och Svenska cupen. Därefter tränade han en rad europeiska storklubbar som bland annat SL Benfica, AS Roma och SS Lazio. Han var även förbundskapten för England, Mexiko, Elfenbenskusten och Filippinerna.
Under karriären vann Eriksson bland annat den inhemska ligan i Sverige, Portugal och Italien, samt flera europeiska cuper, bland annat Uefacupen och Cupvinnarcupen. Han var förbundskapten under tre VM-turneringar, med England VM 2002 och VM 2006 liksom Elfenbenskusten VM 2010. Eriksson var verksam i tio länder: Sverige, Portugal, Italien, England, Mexiko, Elfenbenskusten, Thailand, Förenade arabemiraten, Kina och Filippinerna.

## Biografi
Sven-Göran Eriksson föddes i Sunne och växte upp i Torsby i Värmland. Föräldrarna Sven (f. 1929) och Ulla Eriksson, född Svensson (1926–2011) fick efter honom en andra son. Familjen hade knaper ekonomi, men enligt Eriksson saknade de ingenting i barndomen. Han fick två barn tillsammans med frun Anki Eriksson Graves (född Pettersson 1953 i Åmål, de skildes sedan).
Eriksson var i grunden utbildad idrottslärare på GIH i Örebro.
I november 2013 kom Erikssons självbiografi ut i sex länder. Bokens svenska titel är Svennis – min historia och han skrev den tillsammans med journalisten Stefan Lövgren.
I juni 2014 lanserade Eriksson två egna italienska viner med namnet SVEN.
Eriksson var under de sista åren av sitt liv bosatt på herrgården Björkefors utanför Sunne tillsammans med sin partner Yaniseth, som han träffade under tiden i Mexiko.
Hösten 2022 deltog Sven-Göran Eriksson tillsammans med  Lina Thomsgård i tv-programmet Alla mot alla.
I början av 2024 berättade Eriksson att han var svårt sjuk i obotlig cancer. 
Han fick efter det under våren och sommaren ta emot hyllningar av sina tidigare klubbar SL Benfica, IFK Göteborg, UC Sampdoria, SS Lazio, Degerfors IF och Torsby IF, samt ett privat besök av David Beckham. Som en hyllning fick Eriksson också vara med i tränarstaben för Liverpool då det 23 mars 2024 spelades en välgörenhetsmatch på Anfield mellan Liverpool FC och AFC Ajax, eftersom han länge har varit en supporter av klubben.  Han avled på morgonen den 26 augusti 2024 i hemmet, i sviterna av sjukdomen. Han begravdes den 13 september 2024 i Fryksände kyrka i Torsby. Nävarade gjorde bland annat David Beckham, Thomas Nordahl, Tord Grip, Kim Källström och Svenska Fotbollförbundets generalsekreterare Andrea Möllerberg.

## Spelarkarriär
Under tiden som aktiv fotbollsspelare spelade Eriksson som högerback i olika lag. Han nådde som högst i division 2 med KB Karlskoga. Han tvingades dock avsluta spelarkarriären i förtid 1975 på grund av en knäskada.

## Tränarkarriär

### IFK Göteborg
Hans första tränaruppdrag var som assisterande tränare till Tord Grip, som han kommit i kontakt med i Karlskoga, i Degerfors IF. När Grip 1977 blev assisterande tränare i Sveriges landslag tog Eriksson över huvudansvaret. Han uppmärksammades av IFK Göteborgs ledning som engagerade honom som tränare, med Bo Johansson som assisterande tränare. Efter en tuff inledning där Eriksson hade svårt att få fram resultat släppte det och han kunde leda IFK Göteborg till klubbens största framgång genom tiderna: finalsegern i Uefacupen 1981/1982. Samma år vann man även Allsvenskan och Svenska cupen.
Eriksson tilldelades 1982 också TT:s idrottsledarpris.

### Benfica
Segern i UEFA-cupen öppnade upp dörren för en europeisk karriär och Eriksson flyttade i slutet av juni 1982 till portugisiska SL Benfica. Eriksson ville ta med sig IFK Göteborgs Torbjörn Nilsson men han hade redan skrivit på för tyska Kaiserslautern. Eriksson tog istället dit Glenn Strömberg i januari 1983, och det blev både ett ligaguld och cupguld första säsongen med Benfica. De nådde även final i UEFA-cupen i maj 1983 mot Anderlecht men förlorade.  Året därpå vann Benfica åter ett nytt portugisiskt ligaguld.

### AS Roma
Nils Liedholm lämnade över jobbet som tränare för den italienska klubben AS Roma till Sven-Göran Eriksson inför säsongen 1984/1985. Roma hade nyligen förlorat finalen i Europacupen 1984 mot Liverpool på hemmaplan, så laget var svårmotiverat enligt Eriksson. Hans första säsong i Serie A med Roma slutade laget på en sjunde plats. I vårens kvartsfinaler i Cupvinnarcupen blev det förlust mot Bayern München. Romas brasilianska mittfältsstjärna Falcão hade råkat ut för en allvarlig skada, och spelade bara fyra ligamatcher. Han lämnade efter säsongen, och ersattes av polska storstjärnan Boniek från ligakonkurrenten Juventus. I Erikssons andra säsong i Italien vann Roma den italienska cupen och slutade tvåa i Serie A. Eriksson var då nära att vinna ligan med Roma, men klubben föll överraskande mot US Lecce i ligaslutet, och fem Roma-spelare misstänktes vara inblandade i en mutskandal och förhördes av polis. Den tredje säsongen i Roma blev mindre lyckad vilket ledde till att Sven-Göran Eriksson avgick två omgångar från slutet. Roma slutade på sjunde plats i Serie A och i Cupvinnarcupen föll man på straffsparksläggning mot Real Zaragoza redan i första omgången. Eriksson kom i konflikt med Boniek, vilket ledde till att han inte fick ett nytt kontrakt med Roma.

### Fiorentina
Eriksson blev sedan tränare för AC Fiorentina, dit även Glenn Hysén köptes in sommaren 1987. Blivande storstjärnan Roberto Baggio, som gjorde sin första säsong som ordinarie i Fiorentina, stod för sex ligamål. Laget slutade på en åttonde plats i Serie A och Erikssons andra säsong som tränare i Fiorentina slutade med en sjundeplats. Eriksson var missnöjd med Fiorentinas ambitioner, och eftersom ägargreven Pontellos tålamod var kort, fick Eriksson återvända till Benfica sommaren 1989.

### Tillbaka till Benfica
Med Eriksson tillbaka i Benfica nådde laget final i Europacupen 1990, där de förlorade mot AC Milan. Benfica tog året efter ligaguld igen. Då fanns tre svenska spelare i Benfica; Mats Magnusson, Jonas Thern och Stefan Schwarz. Erikssons sista säsong i Benfica slutade laget på andra plats i ligan, och de förlorade mot både FC Barcelona och Dynamo Kiev i Europacupens dåvarande gruppspel.

### Sampdoria
Eriksson återvände till Italien sommaren 1992 och började träna UC Sampdoria, som spelat final i Europacupen våren samma år. Hans första säsong i klubben slutade Sampdoria på en sjunde plats i Serie A. Laget hade tappat bland andra Toninho Cerezo som flyttade hem till Brasilien och Gianluca Vialli, som såldes till Juventus för motsvarande 12 miljoner pund, vilket då gjorde honom till världens dyraste spelare. Med spelare som Ruud Gullit, Roberto Mancini, Attillio Lombardo, och David Platt slutade laget på en tredje plats i Serie A 1994. Samma år vann Sampdoria den italienska cupen mot Ancona, men förlorade den italienska Supercoppa Italiana mot AC Milan efter straffsparksläggning. Året därpå nådde Sampdoria semifinal i Cupvinnarcupen 1995, där de förlorade efter straffsparksläggning mot Arsenal, där Stefan Schwarz spelade. Det blev fem säsonger för Eriksson i Sampdoria.

### SS Lazio
Eriksson var 1997 nära att hamna i Blackburn, som då spelade i Premier League, men valde istället att stanna i Italien och skriva på för SS Lazio. Erikssons tid i Lazio blev klubbens mest framgångsrika period någonsin. Tidigare skyttekungen Giuseppe Signori kom dock  inte överens med sin nye tränare och såldes därför till Erikssons gamla klubb Sampdoria i december. Lazio vann först italienska cupen i april 1998, där de vann mot AC Milan. Lazio gick även till final i UEFA-cupen, men i den helitalienska finalen mot Inter blev det dock förlust. I Serie A var Lazio länge med och slogs om seriesegern, men de avslutade ligaspelet med fem raka förluster och slutade på en sjunde plats. 
Säsongen 1998/99 inleddes med att besegra Juventus i Supercoppa Italiana. I Serie A var Lazio länge i toppen och spelade 17 raka matcher utan förlust, men i slutet av säsongen kunde AC Milan passera Lazio i tabellen och ta hem ligatiteln. Lazio slutade på en andra plats i Serie A. Som regerande italienska cupmästare deltog Lazio i den sista upplagan av Cupvinnarcupen innan turneringen lades ner. De tog sig till final och där mötte man RCD Mallorca och vann med 2-1. Pavel Nedvěd gjorde segermålet som gav Lazio deras första och enda seger i turneringens historia.
Lazio firade sitt 100-årsjubileum säsongen 1999/2000, och man inledde med att besegra Manchester United med 1–0 i den europeiska supercupen. I ligan slogs Lazio med Juventus om seriesegern. Lazio slutade en poäng före Juventus och tog sin andra ligatitel i historien, den första vann de 1974. Lazio tog också sin tredje cuptitel där man vann mot Inter i finalen. Tack vare andraplaceringen i ligan förra säsongen kvalificerade sig Lazio för Champions League. De vann sin grupp, men i kvartsfinalen förlorade man mot Valencia. 
I september 2000 vann Lazio Supercoppa Italiana, återigen slog man Inter. Det blev Erikssons sista vunna titel, innan han lämnade Italien efter årsskiftet.

### Engelska landslaget
Den 5 januari 2001 tog Sven-Göran Eriksson över Englands herrlandslag, som Englands första utländska förbundskapten någonsin. Efter att Kevin Keegan hade avgått som förbundskapten efter en svag inledning i VM-kvalet, kom Eriksson tillsammans med Tord Grip att vända Englands VM-kval, och vann bland annat kvalmatchen mot Tyskland i München 1 September 2001 med 5–1. Som engelsk förbundskapten nådde hans lag kvartsfinal både i VM 2002, EM 2004 och i VM 2006. Eriksson blev mycket omskriven i den brittiska pressen och det visade sig senare att hans telefon varit avlyssnad en längre tid av tidningsföretag. Han meddelade i januari 2006 att han skulle avgå efter fotbolls-VM 2006. Hans efterträdare blev Steve McClaren.

### Manchester City
Den 6 juli 2007 blev det klart att Sven-Göran Eriksson tog över som huvudtränare för det engelska Premier League-laget Manchester City. Eriksson förde klubben till plats nio i Premier League, bland annat efter att ha vunnit båda säsongens derbyn mot Manchester United. Bland spelarna var stödet för den svenske managern starkt, trots att lagets form inte var lika imponerande stabil som den var i inledningen av säsongen. Efter en tids spekulation fick han sparken från Manchester City vilket offentliggjordes 2 juni 2008.

### Mexikanska landslaget
I juni 2008 tillträdde Eriksson som förbundskapten för Mexiko. Mexiko spelade elva kvalmatcher till VM 2010 med Eriksson vid rodret. Dessa resulterade i sex segrar, en oavgjord och fyra förluster. Efter förlusten i VM-kvalet mot Honduras (1–3) den 2 april 2009 meddelades det att Sven-Göran Eriksson hade fått sparken från jobbet. Sju kvalmatcher återstod vid denna tidpunkt, och Mexiko låg då utanför de tre platser som gav deltagande i VM.

### Notts County FC
Den 22 juli 2009 meddelade Eriksson att han tog över som sportchef i Notts County FC i den engelska fjärdedivisionen (Football League Two). Han tog med sig Tord Grip, hans samarbetspartner sedan många år, som rådgivare. Sven-Göran Eriksson stod bakom värvningar av Kasper Schmeichel och Sol Campbell, som dock lämnade klubben efter en match. På grund av klubbens prekära ekonomiska situation bytte klubben i februari 2010 ägare och i samband med detta valde Eriksson att avgå från sin anställning redan efter ett halvår. Han avstod också från den ersättning på cirka 2,5 miljoner pund (vid tiden ungefär 28,5 miljoner kronor) som han enligt kontraktet hade rätt till, och antog istället ett erbjudande att bli hedersordförande på livstid.

### Elfenbenskustens landslag
28 mars 2010 offentliggjordes det att Sven-Göran Eriksson skulle leda Elfenbenskusten under fotbolls-VM 2010 i Sydafrika. Det blev bara tre gruppspelsmatcher, och kontraktet förlängdes inte.

### Leicester City
Den 3 oktober 2010 presenterades Eriksson som Leicester Citys nya manager. Eriksson spenderade mycket pengar under sin tid som tränare för Leicester. Bland spelare han köpte till laget kan bland annat Lee Peltier, Kasper Schmeichel, Sean St Ledger, David Nugent, Paul Konchesky, Ricardo, 
John Paintsil, Michael Ball, Jermaine Beckford, Michael Johnson och Gelson Fernandes, nämnas. Men efter en tung förlust mot Millwall med 0–3 fick han sparken den 24 oktober 2011.

### Sportchef, rådgivare och tränarjobb i Kina
Eriksson flyttade till Thailand och blev sportchef för BEC Tero Sasana i september 2012. Från januari 2013 hade Eriksson uppdrag som teknisk rådgivare för Al Nasr i Förenade arabemiraten.
Den 4 juni 2013 tillkännagav Guangzhou R&F, en klubb som spelade i Chinese Super League, att Eriksson blev deras nya huvudtränare. Han hade skrivit på ett kontrakt för 1,5 år. Klubben gjorde sin bästa säsong någonsin, och blev trea i kinesiska högsta ligan 2014. Eriksson skrev sedan på ett tvåårskontrakt med Shanghai SIPG i november 2014. Klubben slutade tvåa under svenskens första säsong som huvudtränare. Efter nästan två år i Shanghai SIPG valde Eriksson att gå vidare i karriären. I december 2016 blev han klar för Shenzhen FC, i den kinesiska andradivisionen, som han tog över efter nederländaren Clarence Seedorf. Men efter bara fyra segrar på 14 matcher, och åtta matcher utan seger bestämde sig klubben för att sparka Eriksson i juni 2017.

### Filippinernas landslag
Mellan oktober 2018 och januari 2019 tränade Eriksson Filippinernas herrlandslag. Han ledde laget i asiatiska mästerskapet 2019, där det inte lyckades gå vidare från gruppspelet.

## Meriter i klubblag
IFK Göteborg
- Svenska mästare  (1): 1982
- Uefacupen (1): 1981/82
- Svenska cupen (2): 1978/79, 1981/82

 SL Benfica
- Primeira Liga (3): 1982/83, 1983/84, 1990/91
- Portugisiska cupen (1): 1982/83
- Portugisiska Supercupen (1): 1989

 AS Roma
- Italienska cupen (Coppa Italia) (1): 1985/86

 UC Sampdoria
- Italienska cupen (Coppa Italia) (1): 1993/94

 SS Lazio
- Serie A (1): 1999/00
- Uefa Super Cup (1): 1999
- Cupvinnarcupen (1): 1998/99
- Italienska cupen (Coppa Italia) (2): 1997/98, 1999/00
- Italienska Supercupen (Supercoppa italiana) (2): 1998, 2000

## Utmärkelser
- H. M. Konungens medalj i guld av 12:e storleken (Kon:sGM12, 2005) för betydelsefulla insatser inom nationell och internationell fotboll[58]